# Copa América 1975
La Copa América 1975 fu la trentesima edizione del massimo torneo sudamericano per nazionali. Il torneo vide la vittoria del Perù di Teófilo Cubillas, al suo secondo titolo continentale.

## Nazionali partecipanti
| N° | Nazione   | Iscrizione CONMEBOL | Note                              |
| -- | --------- | ------------------- | --------------------------------- |
| 1  | Argentina | 1916                |                                   |
| 2  | Brasile   | 1916                |                                   |
| 3  | Cile      | 1916                |                                   |
| 4  | Uruguay   | 1916                | Detentore Coppa America 1966-1967 |
| 5  | Paraguay  | 1921                |                                   |
| 6  | Perù      | 1925                |                                   |
| 7  | Bolivia   | 1926                |                                   |
| 8  | Ecuador   | 1927                |                                   |
| 9  | Colombia  | 1936                |                                   |
| 10 | Venezuela | 1952                |                                   |

## L'avvento della "Copa América": le novità

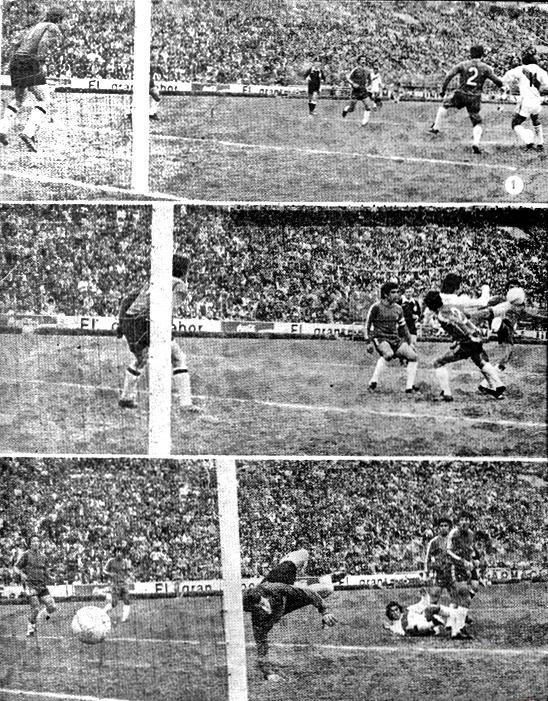
Oblitas realizza per il Perù il secondo goal nel match vinto per 3-1 contro il Cile.

Dopo ben 8 anni dall'ultima edizione tornava dunque la manifestazione sudamericana, in una forma del tutto rinnovata. Nella conferenza CONMEBOL di Bogotà del 17 marzo 1972 venne infatti disposta la nuova formula comprendente gironi eliminatori, semifinali e finale. Nessun Paese avrebbe organizzato il torneo, ma le partite si sarebbero tutte disputate in match di andata e ritorno (compresa la finale).
Per la prima volta tutte le 10 nazionali presero parte alla Copa América. Ad eccezione dell'Uruguay, le altre 9 contendenti furono divise in 3 gironi all'italiana con gare di andata e ritorno da 3 squadre ciascuno. Le squadre vincitrici si sarebbero qualificate alle semifinali, dove fu automaticamente promosso l'Uruguay, in quanto squadra campione in carica. Anche in tal caso le 4 squadre si sarebbero affrontate in gare di andata e ritorno: le vincenti avrebbero dato luogo alla finale, anch'essa doppia sfida di andata e ritorno.
La composizione dei gruppi iniziali fu la seguente:

Gruppo A
- Argentina
- Brasile
- Venezuela

Gruppo B
- Bolivia
- Cile
- Perù

Gruppo C
- Colombia
- Ecuador
- Paraguay

## Fase a gironi

### Gruppo A

#### Risultati

##### Andata
| Arbitro: | Rivero |

|  |           |                                        |
|  | Marcatori | 2’ Romeu 50’ Danival 82’, 88’ Palhinha |

| Arbitro: | Hormazábal |

|             |           |                                            |
| Iriarte 14’ | Marcatori | 12’, 34’, 66’ Luque 30’ Kempes 86’ Ardiles |

| Arbitro: | Barreto |

|                         |           |          |
| Nelinho 31’, 55’ (rig.) | Marcatori | 11’ Asad |

##### Ritorno
| Arbitro: | Rivero |

|                                                                       |           |  |
| Roberto Batata 6’, 79’ Nelinho 9’ Danival 37’ Campos 53’ Palhinha 65’ | Marcatori |  |

| Arbitro: | Reyes |

| |           |  |
| Killer 8’, 41’, 62’ Gallego 14’ Ardiles 39’ Kempes 53’, 81’ Zanabria 56’, 64’ Bóveda 80’ Luque 85’ | Marcatori |  |

| Arbitro: | Robles |

|  |           |             |
|  | Marcatori | 45’ Danival |

#### Classifica
| Pos. | Squadra   | Pt | G | V | N | P | GF | GS | DR  |
| ---- | --------- | -- | - | - | - | - | -- | -- | --- |
| 1.   | Brasile   | 8  | 4 | 4 | 0 | 0 | 13 | 1  | +12 |
| 2.   | Argentina | 4  | 4 | 2 | 0 | 2 | 17 | 4  | +13 |
| 3.   | Venezuela | 0  | 4 | 0 | 0 | 4 | 1  | 26 | -25 |

### Gruppo B

#### Risultati

##### Andata
| Arbitro: | Delgado |

|              |           |           |
| Crisosto 10’ | Marcatori | 72’ Rojas |

| Arbitro: | Ortiz |

|                |           |            |
| Mezza 60’, 75’ | Marcatori | 41’ Gamboa |

| Arbitro: | Ducatelli |

|  |           |             |
|  | Marcatori | 17’ Ramírez |

##### Ritorno
| Arbitro: | Fortunatto |

|                                   |           |             |
| Rojas 3’ Oblitas 32’ Cubillas 39’ | Marcatori | 76’ Reinoso |

| Arbitro: | Ithurralde |

|                                         |           |  |
| Araneda 40’, 87’ Ahumada 61’ Gamboa 71’ | Marcatori |  |

| Arbitro: | Arppi Filho |

|                                         |           |                  |
| Ramírez 7’ (rig.) Cueto 26’ Oblitas 52’ | Marcatori | 58’ (rig.) Mezza |

#### Classifica
| Pos. | Squadra | Pt | G | V | N | P | GF | GS | DR |
| ---- | ------- | -- | - | - | - | - | -- | -- | -- |
| 1.   | Perù    | 7  | 4 | 3 | 1 | 0 | 8  | 3  | +5 |
| 2.   | Cile    | 3  | 4 | 1 | 1 | 2 | 7  | 6  | +1 |
| 3.   | Bolivia | 2  | 4 | 1 | 0 | 3 | 3  | 9  | -6 |

### Gruppo C

#### Risultati

##### Andata
| Arbitro: | Arppi Filho |

|          |           |  |
| Díaz 83’ | Marcatori |  |

| Arbitro: | Fiorenza |

|                          |           |                |
| Lasso 38’ P. Carrera 47’ | Marcatori | 16’, 87’ Kiese |

| Arbitro: | Comesaña |

|                |           |                                |
| P. Carrera 40’ | Marcatori | 15’ Ortiz 75’ Retat 83’ Castro |

##### Ritorno
| Arbitro: | Coelho |

|  |           |          |
|  | Marcatori | 40’ Díaz |

| Arbitro: | Marques |

|                         |           |               |
| Báez 21’ Rolón 39’, 58’ | Marcatori | 31’ Castañeda |

| Arbitro: | Robles |

|                     |           |  |
| Díaz 15’ Calero 42’ | Marcatori |  |

#### Classifica
| Pos. | Squadra  | Pt | G | V | N | P | GF | GS | DR |
| ---- | -------- | -- | - | - | - | - | -- | -- | -- |
| 1.   | Colombia | 8  | 4 | 4 | 0 | 0 | 7  | 1  | +6 |
| 2.   | Paraguay | 3  | 4 | 1 | 1 | 2 | 5  | 5  | 0  |
| 3.   | Ecuador  | 1  | 4 | 0 | 1 | 3 | 4  | 10 | -6 |

## Fase a eliminazione diretta

### Semifinali

#### Andata
| Arbitro: | Orozco |

|                               |           |  |
| Angulo 53’ Ortiz 70’ Díaz 90’ | Marcatori |  |

| Arbitro: | Comesaña |

|                    |           |                                 |
| Roberto Batata 54’ | Marcatori | 19’, 88’ Casaretto 82’ Cubillas |

#### Ritorno
| Arbitro: | Hormazábal |

|            |           |  |
| Morena 17’ | Marcatori |  |

| Arbitro: | Ithurralde |

|  |           |                                |
|  | Marcatori | 10’ (aut.) Meléndez 61’ Campos |

### Finale

#### Andata
| Arbitro: | Comesaña |

|            |           |  |
| Castro 38’ | Marcatori |  |

#### Ritorno
| Arbitro: | Silvagno |

|                         |           |  |
| Oblitas 18’ Ramírez 44’ | Marcatori |  |

#### Spareggio
| Arbitro: | Barreto |

|           |           |  |
| Sotil 25’ | Marcatori |  |

## Classifica marcatori
4 gol
- Luque;
- Díaz.

3 gol
- Kempes e D. Killer;
- Messa;
- Danival, Nelinho, Palhinha e Roberto Batata;
- Oblitas e Ramírez;

2 gol
- Ardiles e Zanabria;
- Campos;
- Araneda e Gamboa;
- Castro e Ortiz;
- P. Carrera;
- Kiese e Rolón;
- Casaretto, Cubillas e Rojas.

1 gol
- Asad, Bóveda e Gallego;
- Romeu;
- Ahumada, Crisosto e Reinoso;
- Angulo, Calero e Retat;
- Castañeda e Lasso;
- Báez;
- Cueto e Sotil;
- Morena;
- Iriarte.

Autoreti
- Meléndez (pro Brasile).

## Arbitri
- Miguel Ángel Comesaña
- Alberto Ducatelli
- Arturo Ithurralde
- Romualdo Arppi Filho
- Arnaldo César Coelho
- Armando Marques
- Rafael Hormazábal
- Carlos Robles
- Juan Silvagno

- Omar Delgado
- Héctor Ortiz
- César Orozco
- Pedro Reyes
- Carlos Rivero
- Ramón Barreto
- Juan José Fortunatto
- Mario Fiorenza